# Kanton Montmélian
Der Kanton Montmélian ist seit 1860 ein französischer Wahlkreis im Département Savoie in der Region Auvergne-Rhône-Alpes. Der heutige Kanton umfasst aktuell 27 Gemeinden im Arrondissement Chambéry, nachdem er durch die landesweite Neuordnung der Kantone 2015 die 14 Gemeinden des aufgelösten Kantons La Rochette zugeordnet bekam. Er hat seinen Hauptort (frz.: bureau centralisateur) in Montmélian.

## Gemeinden
Der Kanton besteht aus 27 Gemeinden mit insgesamt 25.312 Einwohnern (Stand: 2022) auf einer Gesamtfläche von 207,99 km²:
| Gemeinde                | Einwohner 1. Januar 2022 | Fläche km² | Dichte Einw./km² | Code INSEE | Postleitzahl |
| ----------------------- | ------------------------ | ---------- | ---------------- | ---------- | ------------ |
| Apremont                | 968                      | 17,76      | 55               | 73017      | 73190        |
| Arbin                   | 816                      | 1,71       | 477              | 73018      | 73800        |
| Arvillard               | 849                      | 29,28      | 29               | 73021      | 73110        |
| Bourget-en-Huile        | 143                      | 6,79       | 21               | 73052      | 73110        |
| Chignin                 | 910                      | 8,32       | 109              | 73084      | 73800        |
| Détrier                 | 431                      | 2,25       | 192              | 73099      | 73110        |
| La Chapelle-Blanche     | 591                      | 4,13       | 143              | 73075      | 73110        |
| La Chavanne             | 725                      | 3,06       | 237              | 73082      | 73800        |
| La Croix-de-la-Rochette | 382                      | 3,04       | 126              | 73095      | 73110        |
| Laissaud                | 752                      | 6,57       | 114              | 73141      | 73800        |
| La Table                | 432                      | 14,85      | 29               | 73289      | 73110        |
| La Trinité              | 380                      | 4,88       | 78               | 73302      | 73110        |
| Le Pontet               | 133                      | 8,66       | 15               | 73205      | 73110        |
| Le Verneil              | 89                       | 7,52       | 12               | 73311      | 73110        |
| Les Mollettes           | 870                      | 5,47       | 159              | 73159      | 73800        |
| Montmélian              | 4.041                    | 5,69       | 710              | 73171      | 73800        |
| Myans                   | 1.294                    | 3,58       | 361              | 73183      | 73800        |
| Planaise                | 558                      | 4,16       | 134              | 73200      | 73800        |
| Porte-de-Savoie         | 3.944                    | 22,28      | 177              | 73151      | 73800        |
| Presle                  | 434                      | 11,58      | 37               | 73207      | 73110        |
| Rotherens               | 375                      | 1,74       | 216              | 73217      | 73110        |
| Saint-Pierre-de-Soucy   | 423                      | 9,09       | 47               | 73276      | 73800        |
| Sainte-Hélène-du-Lac    | 835                      | 7,09       | 118              | 73240      | 73800        |
| Valgelon-La Rochette    | 4.185                    | 7,36       | 569              | 73215      | 73110        |
| Villard-d’Héry          | 264                      | 4,90       | 54               | 73314      | 73800        |
| Villard-Sallet          | 297                      | 3,14       | 95               | 73316      | 73110        |
| Villaroux               | 191                      | 3,09       | 62               | 73324      | 73110        |
| Kanton Montmélian       | 25.312                   | 207,99     | 122              | 7311       | –            |

Bis zur Neuordnung gehörten zum Kanton Montmélian die 15 Gemeinden Apremont, Arbin, Chignin, Francin, La Chavanne, Laissaud, Les Marches, Les Mollettes, Montmélian, Myans, Planaise, Saint-Pierre-de-Soucy, Sainte-Hélène-du-Lac, Villard-d’Héry und Villaroux. Sein Zuschnitt entsprach einer Fläche von 102,77 km2. Er besaß vor 2015 einen anderen INSEE-Code als heute, nämlich 7318.

## Veränderungen im Gemeindebestand seit der landesweiten Neuordnung der Kantone
2019:
- Fusion Francin und Les Marches → Porte-de-Savoie
- Fusion Étable und La Rochette → Valgelon-La Rochette

## Politik
| Vertreter im Départementsrat | Vertreter im Départementsrat | Vertreter im Départementsrat |
| Amtszeit                     | Namen                        | Partei                       |
| ---------------------------- | ---------------------------- | ---------------------------- |
| 2004–2012                    | Béatrice Santais             | PS                           |
| 2012–2015                    | Grégory Masin                | PS                           |
| 2015–                        | Jean-François Duc            | PS                           |
| 2015–                        | Jacqueline Tallin            | PS                           |